# میرزا محمودخان مشاورالملک
میرزا محمودخان مشاورالملک (۱۲۵۰- ۳ جمادی‌الاول ۱۳۳۸ هجری قمری) (۱۲۱۳-۳ بهمن ۱۲۹۸ شمسی) نمایندهٔ مردم تهران در مجلس شورای ملی اول از صنف اعیان، خوانین و ملاکین بود.

## زندگی
وی در سال ۱۲۵۰ هجری قمری در کاشان زاده شد. پدرش میرزا محمدعلی مازندرانی از مستوفیان زمان فتحعلی‌شاه و محمدشاه قاجار بود. وی تحصیلات مقدماتی را در قم و سپس مشهد ادامه داد. پدرش را در ۱۱ سالگی از دست داد. در سال ۱۲۷۲ قمری به تهران آمد و به یاری اعتضادالسلطنه وارد دارالفنون شد. در سال ۱۲۷۵ قمری جزو ۴۲ نفر از محصلینی بود که به اروپا اعزام شدند. در دانشگاه سوربن به تحصیل ریاضی و نجوم پرداخت.
در بازگشت به ایران، ناصرالدین‌شاه وی را برای کار به تلگرافخانه فرستاد. وی پیشنهاد ایجاد یک رصدخانه را به شاه می‌دهد ولی شاه نمی‌پذیرد. بعدها به کارپردازی ایران در ترابزون مأمور شد و چهار سال در این سمت ماند. کمی بعد ملقب به مشیرالوزاره شده و به عنوان کارپرداز اول به بغداد رفت و ۱۲ سال در این پست باقی ماند. سپس به تهران احضار شد. در سال ۱۳۱۴ قمری به مشاورالملک ملقب شد و با درجهٔ سرتیپی به وزارت عدلیه رفت و ریاست مجلس بدایت را به عهده گرفت. چند سال بعد باز هم به بغداد فرستاده شد و ۵ سال در آنجا ماند. سپس به تهران بازگشت و ریاست محکمهٔ تمیز را عهده‌دار شد. در آن زمان چند سال ریاست ادارهٔ تجارت را هم به عهده گرفت. وی در دورهٔ اول مجلس شورای ملی به عنوان نماینده مردم تهران انتخاب شد. پس از آن شغل دیگری اختیار نکرد.
او از دو همسر دارای نُه پسر و یک دختر شد.

## تالیفات
- تقویم ناصری: کتابی در خصوص تعیین فصول و بروج سیارات هفتگانه
- جغرافیای عمومی: به درخواست علی‌قلی‌خان هدایت مخبرالدوله)
- کتابی در علم هیئت و نجوم
- حُسن‌المآب: در خصوص علم نجوم

## درگذشت
وی در ۲۳ جمادی‌الاول ۱۳۳۸ قمری در ۸۹ سالگی درگذشت و در مسجد بالاسر قم دفن شد.